# Романсиада
Моско́вский междунаро́дный ко́нкурс молоды́х исполни́телей ру́сского рома́нса «Романсиа́да» — одно из самых авторитетных творческих состязаний России. Лауреат премии «Грани театра масс» в 2013 году. В 2017 году Романсиаде была предоставлена эгида ЮНЕСКО.

## История создания
Конкурс молодых исполнителей русского романса был задуман в 1996 году Заслуженной артисткой России Г. С. Преображенской. Она же предложила и название — Романсиада, в котором органично сочетается как предмет конкурса — романс, так и некое длительное, соревновательное действо. Первоначально идея была поддержана редакцией газеты Труд и телевизионным каналом Россия.
Первую Романсиаду провели в 1997 году. Предварительные соревнования шли в ряде городов России, а их финал — в Москве, в Колонном зале Дома Союзов. Первыми лауреатами стали — девятнадцатилетний Николай Басков, Дмитрий Шумейко (ныне солист Московской оперетты) и Надя Оглу (теперь солистка театра Ромэн).
После канала Россия, телевизионная трансляция перешла на канал Культура, а с 2000 года Романсиаду снимает и выпускает в эфир телеканал ТВ Центр.
В 2017 году Романсиаде была предоставлена эгида ЮНЕСКО.

## Организаторы конкурса
С первого дня бессменным художественным руководителем конкурса Романсиада является его начинатель — заслуженный деятель искусств Российской Федерации, заслуженная артистка России Галина Сергеевна Преображенская.
Организаторами конкурса являются: Правительство Москвы, Министерство культуры Российской Федерации, Комитет общественных связей города Москвы, Департамент культуры города Москвы, ГБУК города Москвы «Дом романса», Благотворительный фонд «Романсиада».
Проведением конкурса занимается Оргкомитет состоящий из 11 человек, работающих на общественных началах. Среди них постоянные концертмейстеры — Оксана Петреченко и Виктор Фридман.

## Порядок проведения конкурса
Конкурс проводится ежегодно, начинаясь прослушиваниями в сентябре и завершаясь в начале декабря. К нему допускаются артисты и студенты творческих учебных заведений в возрасте от 17 до 28 лет. Все они проходят отборочные туры, включающие три направления — романс композитора-классика, романс композитора-современника, жанровый романс (салонный, цыганский, актёрский и т. д.). Для удобства участников, предварительные туры проводят в трёх разных городах:
«Казахская Романсиада» (октябрь, город Шымкент, в Южном Казахстане), для исполнителей стран Средней Азии, Кавказа, Китая, Монголии.
«Марьинская Романсиада» (ноябрь, город Москва, в районе Марьино), для исполнителей Москвы, Подмосковья, Санкт-Петербурга, городов Центра России, Поволжья, Севера, Украины, Беларуси, Молдовы, Болгарии, Польши и других европейских стран.
«Сибирская Романсиада» (ноябрь, город Томск), для исполнителей Сибири, Урала, Дальнего Востока, Крайнего Севера, Кореи, Японии.
Завершается конкурс в московском Колонном зале Дома Союзов финалом и традиционным праздничным гала-концертом победителей. К нему допускается не более 12 участников.
По результатам финала конкурса определяют лауреатов первой, второй и третьей премии, а также дипломантов. Кроме того, одному из участников финала, чей талант и мастерство заслуживают особо высокой оценки, возможно присуждение Гран-при. Также присуждается ряд поощрительных призов — «Приз зрительских симпатий», премия «Мисс Романсиада» и др. В церемонии награждения принимают участие видные деятели мира вокального искусства.
Интересно, что лауреаты Романсиады, кроме дипломов, получают заметные денежные премии и ценные подарки. Однако участие в конкурсе для всех остаётся бесплатным.
Кроме основного конкурса, в настоящее время в течение года проходит ещё несколько. Например, детский конкурс «Надежда Романсиады», где соревнуются участники от 5 до 16 лет, «Романсиада без границ», конкурс для любителей всех возрастов — от 17 до 80 лет, в котором одному из лауреатов было 72 года. Имеется также «Воинская Романсиада» и «Авторская Романсиада».